# Virgile Cépari
Virgile Cépari (italien: Virgilio Cepari), né en 1564 à Panicale et mort en 1631 à Rome, est un prêtre jésuite italien. Il fut compagnon de saint Louis de Gonzague au Collège Romain et confesseur de Cynthia de Gonzague, nièce du précédent et religieuse italienne fondatrice de la société des Vierges de Jésus.

## Biographie
Virgile Cépari entre dans la Compagnie de Jésus en 1582. Après sa formation il est chargé d'enseignement dans le collège de Recanati. Il devient par la suite recteur du collège de Florence (1598 - 1601). En 1620 il est nommé recteur du prestigieux Collège romain.

## Œuvres
Homme des collèges Virgile Cépari est surtout connu pour ses hagiographies et son travail de postulateur d'un certain nombre de causes de saints jésuites. Ses hagiographies de Louis de Gonzague, Francisco de Borja et de Jean Berchmans comme celle de Marie-Madeleine de Pazzi furent considérées comme leurs hagiographies officielles.

## LaVie du bienheureux Louis de Gonzague
Cépari fut l'auteur de la Vie du bienheureux Louis de Gonzague (en italien Vita del beato Luigi Gonzaga), publiée à Rome en 1606, et toujours considérée comme la référence sur la vie du saint.
Le P. Girolamo Piatti fut le premier à réunir les sources disponibles sur Louis de Gonzague, en vue d'écrire sa biographie. Le P. Cépari, qui avait été son condisciple en théologie à Rome, rédigea à partir de cette base documentaire un manuscrit qu'il confia à son confrère Giannantonio Valtrini. Celui-ci en tira un abrégé en 1598. Après la béatification, le Supérieur général Claudio Acquaviva demanda à Cépari de reprendre son récit, qu'il publia en italien en 1606. Cette Vie, d'une grande qualité, fut diffusé dans toute l'Europe, en particulier grâce à la traduction latine donnée en 1608, sous un format plus maniable.